# Gelvis Solano
Gelvis Solano (Nueva York, Nueva York; 1 de junio de 1994) es un baloncestista estadounidense, de origen dominicano, que pertenece a la plantilla de los Brampton Honey Badgers. Con 1,85 metros de estatura, juega como escolta. También forma parte de la selección de baloncesto de República Dominicana.

## Trayectoria

### Universidades
Jugó cuatro temporadas (2012-2016) con los Warriors del Merrimack College.

### Profesional
Tras no ser elegido en el draft de 2016, se marchó a la República Dominicana a jugar con Sameji y Reales de La Vega.
De cara a la 2016-17 se marcha a Argentina a jugar con Echagüe. En julio de 2017 se va a China y firma con Hunan Jinjian.
Para la 2017-18 firma por el Bergamo Basket italiano. En junio de 2018 vuelve a Dominicana para jugar de nuevo con Reales de La Vega.
La 2018-19 juega con el Olímpico argentino.
En la 2019-20 se marcha a Brasil y firma por el Paulistano.
En 2020 firma con Santeros de Aguada de Puerto Rico y luego con Mineros de Zacatecas de México.
En 2021 firma con GUG de la República Dominicana, luego con Tigrillos de Medellín de Colombia y luego de vuelta a Enriquillo de Dominicana.
Para la 2021-22 se va a Hungría a firmar con el Szolnoki Olaj KK.
En 2022 juega  de nuevo con GUG, con Reales de La Vega, luego con Cocodrilos de Caracas de Venezuela y por último firma con los Brampton Honey Badgers de Canadá.

## Selección nacional
Solano ha jugado con la selección de baloncesto de República Dominicana el Centrobasket 2016 donde ganaron el bronce, la FIBA AmeriCup de 2017 y la Copa Mundial de Baloncesto de 2019 entre otros torneos.
Durante agosto y septiembre de 2023 fue integrante de la selección de República Dominicana que participó en el Mundial de 2023 celebrado en Asia, y que finalizó en decimocuarto lugar.